# Ил-2
Ил-2 е съветски щурмови самолет от периода на Втората световна война. Заедно с танка Т-34, РСЗО БМ-13 „Катюша“ и картечния пистолет Шпагин ППШ-41 е един от символите на съветското оръжие през Великата отечествена война. Ил-2 е и най-масово произвеждания самолет през 40-те години на 20 век – произведени са над 36 хил. машини. В Червената армия е известен като „Гърбавия“ или „Гърбаткото“ (заради характерната форма на тялото на едноместния вариант) и като „Летящия танк“ (това прозвище идва от конструкторското бюро). Заради невероятната му издръжливост на попадения, германските пилоти го кръщават „Бетонния самолет“ (Betonflugzeug), а сред войските на Вермахта е известен като „Касапин“ (Schlächter), „Месомелачка“ (Fleischwolf) и „Железният Густав“ (Eiserner Gustav).

## Създаване
Нуждата от щурмови самолет е осъзната от Съветския съюз още в средата на 20-те години, като в края на 1927 г. се появява първото „Наставление за щурмовата авиация“. Опитите за създаването на такъв боен самолет датират оттогава, но до края на 30-те години все още не е създадена подобна пълноценна машина – модифицирани са някои серийни разузнавателни самолети и леки бомбардировачи, както и са създадени ред експериментални машини.
След анализ на бойния опит от използването на разузнавачите щурмовици и изтребителите в ролята на самолети за близка въздушна поддръжка на войските в Гражданската война в Испания, въпросът за създаването на специализиран самолет за действие над бойното поле, който притежава мощно настъпателно и отбранително въоръжение и с двигател, развиващ максимална мощност на малки височини, става още по-належащ. Проблемът е поставен на съвещание още на 16 декември 1937 г. Само половин месец след това в най-висшите управленски кръгове на СССР е получена докладна записка от конструктора Сергей Илюшин, в която е описан проект на двуместен брониран щурмовик (още тогава наречен от него „летящ танк“) и в която той декларира готовността си да се заеме с непосилната дотогава задача и молба да бъде освободен от длъжността Началник на 1-во Главно управление в Народния комисариат по отбранителната промишленост, която заема по съвместителство. След още месец, през февруари 1938 г., излиза постановление, в което молбата му е удовлетворена (оставен е за главен конструктор на завод № 39, малко по-късно е създадено ОКБ „Илюшин“) и е поставено условието проектът за щурмови самолет да е готов за държавни изпитания през ноември 1938 г. (срок, който Илюшин сам определя в записката си). Наречен е ЛТ-АМ-34ФРН (Летящ Танк с двигател АМ-34ФРН).
Отличителна особеност на новия щурмовик е радикално новият начин на брониране на машината. Предвижда се то да бъде във вид на изцяло отлят брониран корпус на предната част на самолета – нещо като бронирана кутия или вана, в която се разполагат двигателят, кабината, водният и масленият радиатор, маслените и горивните резервоари, като в същото време е и като част от силовата конструкция (част от фюзелажа) на машината. Освен това се предвижда и допълнително брониране на жизненоважните части и агрегати. Бронята е от авиационна стомана АБ-1 (АБ-2) и навсякъде трябва да е с дебелина 5 мм.
Но се оказва, че бомбардировъчният двигател АМ-34ФРН е напълно неподходящ за новия самолет – той развива максималната си мощност на височина над 3000 м, а мощността му при земята е едва 1050 к. с. и по този начин самолетът се оказва с изключително ниска тяговъоръженост – 0.24 к. с. на килограм маса и 30 к. с. на 1 м2 от площта на крилата. А двигател с изискваните характеристики в СССР все още не съществува. Това поставя под съмнение целесъобразността на този самолет, но въпреки всичко военните продължават да поддържат проекта и на 5 май 1938 г. той е включен в плана за опитно самолетостроене през 1938 – 1939 г. с обозначението БШ-2 (на руски: Бронированный Штурмовик – брониран щурмовик). На 3 януари 1939 г. са представени ескизният проект и макетът на новата машина (вътрешнозаводско обозначение ЦКБ-55) и е решено, че машината общо взето отговаря на поставените изисквания. Но и вече е ясно, че построяването на прототипа ще се забави, защото авиационната броня все още не е готова, както и технологията за направата на бронирания корпус, а и двигателят АМ-34ФРН е свален от производство. Взето е решение на прототипа да се постави новият двигател на Александър Микулин АМ-35, който току-що е преминал заводски изпитания. Но във връзка с изискването двигателят да премине задължителните държавни изпитания (където се откриват някои проблеми, чието отстраняване забавя малко приемането му на въоръжение), първият прототип на машината е готов едва през септември 1939 г. След месец статични изпитания, на 2 октомври 1939 г., Владимир Кокинаки издига за първи път машината във въздуха. През декември същата година излита и вторият прототип ЦКБ-55 № 2. Самолетите са със смесена метално-дървена конструкция (задната част е направена от дърво – недостатък, частично отстранен през 1940 г.). Тактико-техническите характеристики на прототипите са далеч по-ниски от предвидените, но нуждата от такъв самолет налага продължаването на работата по машината. Той е препоръчан за приемане на въоръжение след отстраняване на недостатъците. А те не са малко – скорост по-ниска от нужната, малък радиус на действие, слаба устойчивост на самолета във въздуха, лош обзор от пилотската кабина, незащитеност на задния стрелец (този недостатък не е отстранен до края на производството), слабо нападателно и отбранително въоръжение (съответно 4 х 7.62-мм и 1 х 7.62-мм картечници ШКАС). Още докато текат изпитанията на ЦКБ-55 № 2, Илюшин се обръща към Микулин с молба за нов двигател и така се появява АМ-38, развиващ максималната си мощност на височини малко над 2500 м. Такъв двигател е доставен на 12 септември 1939 г. и оборудваната с него машина, вече с индекс ЦКБ-57, излита точно след месец – на 12 октомври. През това време Илюшин вече е поставен в доста неизгодна ситуация – самолетът се бави прекалено дълго, което предизвиква недоволството на партийната власт, а и конкурентните машини от другите конструкторски бюра вече показват данни по-добри от неговата. Затова той взема решение (а не както се е твърдяло от официалната историография, че му е наложено отгоре) да направи самолета едноместен, което ще доведе до подобряване на характеристиките.. Това решение се оказва съдбоносно за стотици съветски летци, загинали в периода 1941 – 1942 г. от атаките на немските изтребители, които бързо разучават слабите места на машината. Прототипът ЦКБ-57 наистина показва по-добри летателни данни, но въоръжението му остава слабо. Заповядано е две от 7.62-мм картечници да бъдат заменени с 23-мм авиационни оръдия МП-6, но тъй като, макар и приети на въоръжение, те показват доста недостатъци, е решено да се поставят стандартните 20-мм оръдия ШВАК. Оръдията ШВАК са преходен вариант, докато самолетите бъдат превъоръжени с 23-мм оръдия ВЯ, победили в повторна конкуренция МП-6. Серийното производство на оръдията ВЯ започва през май 1941 г., докато серийното производство на едноместния превъоръжен щурмовик започва през януари – февруари 1941 г., като официално му е присвоено името Ил-2.
Днес все повече се изказват съмнения дали Сергей Владимирович Илюшин е реалният конструктор на самолета Ил-2. Работата му като конструктор преди създаването на щурмовика е ограничена до създаването на леки самолети, но за сметка на това той прави шеметна кариера в администрацията. Неговата амбициозност и приятелството му с влиятелни личности му осигурява длъжността заместник-началник на ЦАГИ, а след образуването на отдела ЦКБ (Централно конструкторско бюро), Илюшин е назначен за негов началник. Когато впоследствие ЦКБ е реорганизирано като самостоятелна единица и преместено в завод № 39, Илюшин остава негов началник и същевременно става заместник-директор на завода, както и един от зам.-началниците в 1-во Главно управление на Народния комисариат по отбранителната промишленост. Под негово ръководство работят шест конструкторски бригади, сред които тези на Н. Н. Поликарпов (бригада № 2, Поликарпов е най-известния тогава съветски авиоконструктор) и Г. М. Бериев (бригада № 5), имащи опит в модернизирането на самолети като щурмовици, както и бригада № 1 на конструктора С. А. Кочеригин, създал голяма част от експерименталните щурмови самолети преди това. Именно на бригадата на Кочеригин принадлежи идеята за използването на изцяло излят от стомана брониран корпус („бронираната вана“) и разработването му. С това административно положение на Илюшин се обяснява и иначе необяснимата му самоувереност, декларирана в писмото му до Сталин и другите съветски ръководители, в което той се нагърбва със създаването на брониран щурмовик – задача, оказала се непосилна дотогава. Но то показва и известното му невникване в същността на проблема – срокът (ноември 1938 г.), обявен от него за създаване на първи прототип, се оказва нереално кратък – прототипът е готов близо година след това. По време на работата първоначално са взети и някои нерационални решения – поставянето на оръдията на мястото на външните картечници в крилата (което заради силния откат води до откъсването на плоскости – проблем сравнително бързо решен) и др., но най-вече създаването на щурмовика като едноместен. Въпреки всичко с ресурсите, поставени под негово ръководство, Илюшин успява да създаде толкова необходимия на Съветския съюз щурмовик.

## Производство
Първоначално производството на новия самолет е организирано в завод № 18. През ноември 1941 г. на завод № 1, произвеждащ изтребителите МиГ-3, е заповядано да преустанови производството им и да премине към производство на щурмовиците Ил-2. Но това не е толкова лесно в току-що евакуирания заради войната завод – преминаването към производство на Ил-2 се забавя и заради това на 23 декември директорът на завода А. Т. Третяков получава телеграма лично от Сталин, която гласи:
| „                                                                                 | Вие подведохте нашата страна, нашата Червена Армия. Вие си разрешихте да не произвеждате Ил-2 досега. Самолетите Ил-2 сега са нужни на нашата Червена Армия като въздух, като хляб... Третяков дава по един, по два броя МиГ-3. Това е подигравка над страната, над Червената Армия. Моля ви да не изкарвате правителството от търпение и изисквам да произвеждате повече Ил-ове. Предупреждавам ви за последен път. СТАЛИН | “ |
| Из истории советской авиации: самолеты ОКБ имени С.В.Ильюшина. М., 1985. стр. 105 | |   |

Тази станала по-късно легендарна телеграма показва и какво значение отдава съветската власт на щурмовика Ил-2. След получаването ѝ производството на „Ил“-ове в завод № 1 е организирано незабавно. През 1941 – 1942 г. известно количество машини са произведени и в завод № 381, а през 1942 г. в производството се включва и завод № 30. Производството на Ил-2 непрекъснато расте – през 1943 г. в завод № 1 щурмовикът се сглобява на 18 поточни линии, които през 1945 г. са вече 38; в завод № 18 поточните линии от 9 през 1943 г. нарастват до 32 през 1945 г. Благодарение на това цената на единичен самолет през годините непрекъснато намалява – докато през 1941 г. един Ил-2 струва 236 100 рубли, през 1943 г. цената му е 165 600 рубли (или с около 50 000 рубли по-скъп от изтребител Як). Общо до 1945 г. са произведени 36 163 щурмовика Ил-2 от всички варианти, което го прави най-масово произвежданият самолет през 40-те години на 20. век в света.
| Завод | 1941 г. | 1942 г. | 1943 г. | 1944 г. | 1945 г. |
| ----- | ------- | ------- | ------- | ------- | ------- |
| № 1   | 5       | 2991    | 4257    | 3719    | 657     |
| № 18  | 1510    | 3942    | 4702    | 4014    | 931     |
| № 30  | —       | 1053    | 2234    | 3377    | 2201    |
| № 381 | 27      | 243     | —       | —       | —       |
| Общо  | 1542    | 8229    | 11193   | 11110   | 4089    |

## Варианти и развитие на самолета
- Ил-2 обр. 1941 г. – Първият сериен вариант (едноместен) на щурмовика, влязъл в серийно производство през януари-февруари 1941 г.
- Ил-2 М-82 – Двуместен вариант на щурмовика с двигател М-82 с въздушно охлаждане, конструкция на А. Д. Швецов. През юли 1941 г. Илюшин предлага на машината да се монтира двигателят М-82 с въздушно охлаждане и излетна мощност 1650 к. с. Решено е също така самолетът да бъде двуместен. На 8 септември 1941 г. прототипът извършва първия си полет. Но по време на изпитанията се отчита, че самолетът е с влошени полетни характеристики, но въпреки това е предложен за серийно производство. На 20 февруари 1942 г. излита и прототип с модернизиран двигател М-82 112И (М-82ИР), но характеристиките му не се подобряват, усложнява се и техниката му на пилотиране. Въпреки всичко военните са склонни да пуснат машината в серийно производство, но предвид, че вече е усвоено масовото производство на самолетите с двигател АМ-38 и че двигателят М-82 е нужен за изтребителите ЛаГГ-3 (т.е. за Ла-5, който е модернизиран ЛаГГ-3 с двигател М-82), такова решение не се взема и работите по Ил-2 М-82 са прекратени.
- Ил-2 обр. 1942 г. (среща се и като Ил-2М, Ил-2бис) – В края на 1941 г. след анализ на използването на щурмовите самолети в бойни действия е предложено да се създаде двуместен вариант на машината, предвид големите загуби от изтребителната авиация. Илюшин отново реагира странно и неадекватно – на 12 февруари 1942 г. той изпраща писмо до Народния комисар[9] по авиационната промишленост А. И. Шахурин, в което заявява:

| „    | ... 3) ...Скоростта на самолета Ил-2 на този етап е напълно достатъчна, за това свидетелства отсъствието на загуби от въздушен противник. ...5) По отношение увеличаването на екипажа до 2 души, особено при самолет с двигател АМ-38, считаме го за нецелесъобразно и ненужно, тъй като от посещенията по частите е видно, че Ил-2 няма загуби от въздушния противник. Целесъобразно е на 9 самолета да се произвежда един двуместен самолет с двигател М-82, който да играе ролята на лидер на деветката... | “ |
| Ил-2 | |   |

Не е ясно кои и какви войскови части е посещавал Илюшин, но фактът е, че през първите месеци на войната самолетите Ил-2 търпят изключително големи загуби от немската изтребителна авиация. Положението е дотолкова сериозно, че се правят опити за обособяването на място за стрелец и монтирането на отбранително въоръжение във фронтовите работилници по частите. Затова решение за модернизирането на самолета като двуместен е взето на най-високо ниво и през септември 1942 г. започват изпитания на две машини с монтирано отбранително въоръжение – едната с две 7,62-мм картечници ШКАС, а другата с една 12,7-мм картечница УБТ. Предпочетен е вариантът с по-мощната 12.7-мм картечница, който влиза в серийно производство в края на 1942 и началото на 1943 г.
- Ил-2 АМ-38Ф – Вариант на двуместния Ил-2 с форсиран двигател АМ-38, притежаващ със 100 к. с. по-голяма излетна мощност. Първият прототип (едноместен) с новия двигател излита на 31 юли 1942 г. В началото възникват някои проблеми, но те са отстранени и след преминаването на изпитанията на двуместните машини, от януари 1943 г. този двигател се монтира на всички щурмовици излизащи от авиационните заводи.
- Ил-2КСС (Ил-2М3) – Модернизиран вариант с метални криле (дотогава са изработвани от дърво) със стреловидност по предния ръб на конзолите 15° (на руски: КСС – крыло со стрелкой – „крило със стрела“, стреловидно крило). Освен това са монтирани протектирани (самозапушващи се при пробойна) горивни резервоари, както и е предвидена възможност за монтиране на окачваеми резервоари за гориво. Направени са и някои други аеродинамични и конструктивни подобрения. Появява се в края на 1942 – началото на 1943 г.
- Ил-2 ШФК-37 – Вариант на едноместния щурмовик, въоръжен с две 37-мм авиационни оръдия ШФК-37, конструкция на ОКБ-15 на Б. Г. Шпитални, появил се в края на 1942 г. Големите габарити на оръдията и магазинното им захранване с боеприпаси налагат монтирането им в специални обтекатели под крилата, което доста влошава летателните характеристики на машината. Самолетът става инертен и губи от маневреността си, пилотирането му се усложнява. Снарядите на мощното 37-мм оръдие пробиват бронята на немските средни танкове, с които оръдията ШВАК и ВЯ не могат да се справят, но изискват изключително добра стрелкова и полетна подготовка от пилотите – нещо трудно осъществимо в обстановката. Появява се предложение за обучение и сформиране на специални групи в щурмовите авиополкове, които да летят с тези самолети, въпреки че Илюшин отново напълно необосновано, още преди да са завършили изпитанията на самолета, в писмо до Сталин настоява за масовото производство на варианта[10]. В реални бойни условия се оказва, че вероятността добре обучен пилот да порази точкова цел от типа танк или бронетранспортьор от първия заход е едва 0.02 – 0.09, при което за гарантираното унищожение на целта трябва участват поне 20 машини. Строевите пилоти също не приемат новия вариант и той не влиза в масово производство.
- Ил-2У (УИл-2) – Двуместен учебно-тренировъчен вариант на щурмовика, появил се през 1943 г. Управлението му е дублирано и има възможност да носи въоръжение, макар и силно редуцирано (2 картечници ШКАС, два РС-82 и до 200 кг бомби). Произвеждан в неголеми количества.

- Ил-II НС-37 – Вариант с две 37-мм оръдия НС-37, конструкция на А. Е. Нуделман и А. С. Суранов, създаден в средата на 1943 г. Появата на новите немски средни танкове и самоходни артилерийски установки с по-дебела броня налагат превъоръжаването на щурмовите самолети с по-мощни оръдия. За решение на проблема е създаден вариантът, въоръжен с 2 х 37-мм оръдия НС-37. Въпреки че отново има проблеми с прицелната стрелба (тя трябва да се води само на кратки редове от по 1 – 2 снаряда, защото от големия откат прицелването се нарушава), те поне не се нуждаят от огромни (в сравнение с ШФК-37) обтекатели поради по-малките си габарити и не влошават много летателните характеристики на машината. Произведена е малка серия Ил-II НС-37, тъй като авиационните противотанкови бомби ПТАБ-2.5-1.5 се налагат като основното средство за борба с танковете на противника.
- Ил-II НС-45 – Вариант, въоръжен с две 45-мм авиационни оръдия НС-45 на конструкторите Нуделман и Сураев. След сравнително задоволителното представяне на Ил-II НС-37 на изпитанията, в края на 1943 г. е решено да се изпита и вариант с две 45-мм оръдия. Изпитанията се провеждат в края на 1943 и началото на 1943 г., но резултатите са признати за неудовлетворителни – прекалено големия откат прави използването на тези оръдия нецелесъобразно.
- Ил-8 – Вариант с двигател АМ-42. Първоначално изпитван с двигател М-71, който обаче се бави с влизането в серийно производство. Освен двигателя АМ-42 са внесени и някои други конструктивни промени, като е усилено и бронирането. Самолетът показва много добри в сравнение с базовия модел характеристики, но предвид приближаването на края на войната (въпреки че е конструиран от 1943 г., изпитанията му завършват в края на 1944 г.) и най-вече появата на новия щурмовик Ил-10, който е с още по-добри данни, самолетът не влиза в серийно производство.
- Ил-10 – Краен етап в развитието на щурмовика Ил-2. По-същество това е нов самолет, въпреки че е създаден на базата на Ил-2 и известната външна прилика между двете машини.

Освен щурмовите варианти, от средата на 1943 г. се правят опити самолетът да бъде пригоден за едноместен тежък изтребител. Като резултат от това се появява Ил-2И, а по-късно (средата на 1944 г.) и Ил-1 с по-мощния двигател АМ-42. Ил-2И е признат за неудолетворителен предвид малката скорост и слабата маневреност, а Ил-1, въпреки добрите летателни данни които показва, не е приет на въоръжение, тъй като през 1944 г. превъзходството на съветската авиация във въздуха вече расте и нуждата от такъв самолет отпада. В средата на 1943 г. е създаден и вариант на разузнавателно-коригировъчен самолет с индекса Ил-2КР. Произведени са 65 самолета от този тип, но до масово производство не се стига, заради края на войната и нуждата от самолет, конструиран специално за тази цел. Има сведения за съществуването и на Ил-2 във вариант на торпедоносец с обозначението Ил-2Т (Т – Торпедоносец), но все още не са напълно потвърдени.

## Бойно използване
Ил-2 постъпва на въоръжение в строевите части едва месец преди нахлуването на Нацистка Германия в СССР – към 22 юни 1941 г. на въоръжение във ВВС са едва 100 от около 250 построени самолета, а в средата на септември са малко над 200, въпреки че само през първите три месеца на фронта са изпратени 725 машини с екипажи. Предвид на много слабата подготовка на летците, лошата видимост назад от кабината и най-вече заради липсата на стрелец, охраняващ задната полусфера на машината, „Ил“-овете търпят големи загуби от противниковата изтребителна авиация в първите месеци от войната. Освен това, тъй като естеството на изпълняваните от тях бойни задачи изисква полети на ниска и пределно ниска височина над целта, загубите от противовъздушната отбрана също не са никак малки. По осреднени оценки, ако до унищожаването си в първите месеци от войната един съветски изтребител извършва 69 полета, бомбардировач – 48, то щурмовикът Ил-2 извършва едва 26. Въпреки че е наричан „летящ танк“, бронята на самолета се движи в границите 4 – 12 мм, което не е особена пречка за зенитните оръдия, а поради слабия си обзор назад пилотите често дори не разбират, че зад тях има изтребител, който бързо ги сваля със стрелба от малко разстояние по кабината, маслорадиатора или по незащитената опашна част на тялото. В същото време съветската изтребителна авиация е почти напълно разгромена, затова щурмовиците летят без изтребително прикритие и стават лесна плячка на противника. Друг проблем е много слабата летателна подготовка на пилотите и липсата на ясно виждане как да се използва щурмовата авиация. Пилотите не познават силните и слабите страни на своя самолет, принудени са да летят на малка височина в сгъстени групи и да атакуват целите по няколко пъти. Слабата маневреност на тежките самолети и ограничената им скорост при подхода към целта, още повече улесняват немските зенитчици и в началото „Ил“-овете са унищожавани на цели групи. Стига се дотам, че само за 10 бойни полета на летците-щурмовици се присвоява званието Герой на Съветския съюз. Много показателен е фактът, че само един пилот през 1941 г. е удостоен с това звание, изпълнявайки условието за 10 бойни полета – това е лейтенант Н. М. Карабутин от 216-и ШАП (Щурмови авиационен полк) на Западния фронт, който до 16 септември 1941 г. има 13 бойни полета. В началото на 1942 г. званието получават още трима пилоти, но те са с над 15 полета. Сред съветските летци-щурмовици битува суеверието, че съществуват три прокълнати граници при бойните полети – свалят ги обикновено при 3 – 4-тия боен полет, при 13 – 14-ия и при 33 – 34-тия. Ако пилотът направи 35 бойни полета, вече може да се надява, че ще преживее войната. Според официалната статистика на Щаба на ВВС от около 1500 изпратени на фронта Ил-2, до 31 декември 1941 г. са загубени 1100. Разбира се, по-късното числото бойни полети, необходимо за получаването на най-висшата съветска награда е завишено неколкократно. Въпреки това производството на Ил-2 се увеличава все повече – причините за това са от една страна много завишените доклади за успехите на щурмовата авиация, пристигащи от фронта; от друга, че производството им е вече усвоено, а и е по-евтино и лесно от това на двумоторни машини; и накрая – просто в Съветския съюз по това време не съществува алтернатива на този самолет.
Опитите през юни-юли 1941 г. да се нанасят удари на бойното поле със силите на фронтовите бомбардировачи, завършват печално. С появата на двуместните варианти на фронта в края на 1942 г. и придобиването на боен опит от летците, ситуацията се нормализира и Ил-2 се превръща за немците в „Месомелачката“ (Fleischwolf) и „Касапинът“ (Schlächter).
Въоръжението на Ил-2 му позволява да изпълнява широк спектър от задачи – от атаки на пехота и лекобронирани цели, до атака на танкове и укрепени точки на противника. Огънят по пехотата и лекобронираните цели се води с оръдията, картечниците и реактивните снаряди РС-82 и РС-132. Реактивните снаряди се използват и по танковете и укрепените точки, по тях се използват и авиационните бомби ФАБ-50 и ФАБ-100, както и (само по танковете) ПТАБ 2.5-1.5.
Оръдията ШВАК не се оказват особено ефективни за борба срещу танковете, оръдията ВЯ – също (с изключение на леките танкове). Оръдията ШФК-37 и НС-37 се справят малко по-добре, но заради мощния им откат прицелната стрелба по точкови цели каквито са танковете е много трудна. Например с НС-37 непрекъсната стрелба с двете оръдия оръдия трябва да се води в продължение максимум на 1.5 – 2 сек, защото поради несинхронната им работа има опасност от откъсване на крилата, в които са монтирани. А стрелбата само с едно оръдие веднага отклонява самолета от курса, тъй като той се завърта около стрелящото крило. Като по-ефективно средство за борба с танковете е приета противотанковата авиационна бомба с кумулативно действие ПТАБ 2.5 – 1.5. Един самолет Ил-2 може да носи 192 бомби от този тип поставени в 4 касети по 48 бомби всяка или до 220 бомби при рационалното им разполагане в бомбоотсеците. При разхвърлянето на бомбите те покриват площ с размери 15х70 м, като попадението и на една бомба в танк е достатъчно да го извади от строя, често безвъзвратно. Използването на тези бомби се осъществява от височина 80 – 100 м и се хвърлят в точно определен момент, иначе се получава голямо разсейване. ПТАБ бързо стават основното средство за борба с танковете, като в умели ръце те са страшно оръжие – така например по време на Операция „Цитадела“ според немски данни, след няколко масирани щурмови атаки само в течение на един ден, СС дивизия „Мъртвешка глава“ губи 270 танка, САУ и бронетранспортьори. Плътността на покритието с ПТАБ е такава, че са отбелязани над 2000 преки попадения. Тази ефективност на ПТАБ принуждава немците да преминат към разсредоточени походни и предбоеви танкови колони, което усложнява управлението им и ги забавя. Ефективността на ударите с ПТАБ пада около 4 пъти, но въпреки това остава по-висока от използването на обикновени авиационни бомби
Стрелбата по танкове с РС-82 не е много ефективна, за разлика от РС-132 (по-специално бронебойният РБС-132 и осколъчно-фугасният РОФС-132), но точността им не е особено висока. Срещу бронетехника са използвани и ампули със запалителна смес АЖ-2, които дават добър резултат, но все пак основното средство за борба с този род войски остават бомбите ПТАБ.
Срещу пехотата и лекобронираните цели Ил-2 е действително страшно оръжие. Освен голямата огнева мощ, гледката и звукът от ниско прелитащите самолети, преораващи цели полоси, стреляйки от всички оръдия и картечници, след като предварително са бомбардирали целта с авиобомби и реактивни снаряди, оказват и много силно психическо въздействие върху противника. В добавка с относителната „неуязвимост“ на бронираните щурмовици (за лекото стрелково оръжие), Ил-2 наистина представляват много ефективно оръжие срещу пехотата.

## Тактико-технически характеристики
| Характеристики                                  | ЦКБ-57 (БШ-2)                       | Ил-2 обр. 1941 (едноместен)                                                          | Ил-2 обр. 1942 (двуместен)                                                                         | Ил-2 АМ-32Ф                                                                                        | Ил-2КСС                                                                                            | Ил-II НС-37                                                                 |
| ----------------------------------------------- | ----------------------------------- | ------------------------------------------------------------------------------------ | -------------------------------------------------------------------------------------------------- | -------------------------------------------------------------------------------------------------- | -------------------------------------------------------------------------------------------------- | --------------------------------------------------------------------------- |
| Размах на крилете, м                            | 14.60                               | 14.60                                                                                | 14.60                                                                                              | 14.60                                                                                              | 14.60                                                                                              | 14.60                                                                       |
| Дължина, м                                      | 11.60                               | 11.60                                                                                | 11.60                                                                                              | 11.60                                                                                              | 11.60                                                                                              | 11.60                                                                       |
| Височина, м                                     | 4.17                                | 4.17                                                                                 | 4.17                                                                                               | 4.17                                                                                               | 4.17                                                                                               | 4.17                                                                        |
| Площ на крилете, м2                             | 38.50                               | 38.50                                                                                | 38.50                                                                                              | 38.50                                                                                              | 38.50                                                                                              | 38.50                                                                       |
| Маса празен, кг нормална полетна                | 3792 4988                           | 3990 5310                                                                            | 4525 6060                                                                                          | 4525 6360                                                                                          | 4360 6160                                                                                          | 4625 6160                                                                   |
| Двигател мощност, к. с.                         | 1 х АМ-38 1500                      | 1 х АМ-38 1575                                                                       | 1 х АМ-38 1575                                                                                     | 1 х АМ-38Ф 1575 – 1720 (на форсаж)                                                                 | 1 х АМ-38Ф 1575 – 1720                                                                             | 1 х АМ-38Ф 1575 – 1720                                                      |
| Максимална скорост при земята, км/ч на височина | 423 437                             | 433 450                                                                              | 370 411                                                                                            | 390 410                                                                                            | 403 414                                                                                            | 391 405                                                                     |
| Далечина на полета, км                          | 850                                 | 638                                                                                  | 685                                                                                                | 765                                                                                                | 720                                                                                                | 685                                                                         |
| Скороподемност, м/мин                           | 588                                 | 625                                                                                  | 417                                                                                                | 500                                                                                                | 625                                                                                                | 455                                                                         |
| Практически таван на полета, м                  | 8500                                | 7800                                                                                 | 6000                                                                                               | 6000                                                                                               | 5500                                                                                               | 6000                                                                        |
| Екипаж                                          | 1                                   | 1                                                                                    | 2                                                                                                  | 2                                                                                                  | 2                                                                                                  | 2                                                                           |
| Въоръжение                                      | 4 х 7.62-мм ШКАС 400 – 600 кг бомби | 2 х 20-мм ШВАК (2 х 23-мм ВЯ) 2 х 7.62-мм ШКАС 8 х РС-82 / РС-132 400 – 600 кг бомби | 2 х 20-мм ШВАК (2 х 23-мм ВЯ) 2 х 7.62-мм ШКАС 1 х 12.7-мм УБТ 8 х РС-82/РС-132 400 – 600 кг бомби | 2 х 20-мм ШВАК (2 х 23-мм ВЯ) 2 х 7.62-мм ШКАС 1 х 12.7-мм УБТ 8 х РС-82/РС-132 400 – 600 кг бомби | 2 х 20-мм ШВАК (2 х 23-мм ВЯ) 2 х 7.62-мм ШКАС 1 х 12.7-мм УБТ 8 х РС-82/РС-132 400 – 600 кг бомби | 2 х 37-мм НС-37 2 х 7.62-мм ШКАС 100 – 200 кг бомби до 220 бр. ПТАБ 2.5-1.5 |

## Оператори

### СССР
- ВВС на СССР
- ВМФ на СССР

### България
- ВВС на България получават през 1945 г. 120 бойни Ил-2 и 10 учебни Ил-2У, които са използвани до 1954 г.

### Чехословакия
- ВВС на Чехословакия получават 33 бойни Ил-2 и 2 учебни Ил-2У. Използвани са до 1949 г.

### Полша
- ВВС на Полша получават 250 щурмовика Ил-2 между 1944 и 1946 г. Самолетите са на въоръжение до 1949 г.

### Монголия
- ВВС на Монголия получават 71 щурмовика Ил-2 между 1942 и 1945 г. Самолетите са на въоръжение до 1954 г.

### Югославия
- ВВС на бивша Югославия получават 213 самолета от различни модификации и ги експлоатират до 1954 г.